# Goniopteris anopteros
Goniopteris anopteros là một loài dương xỉ trong họ Thelypteridaceae. Loài này được Friedrich Adalbert Maximilian Kuhn mô tả khoa học đầu tiên năm 1869.